# No Candle No Light
Singles par Zayn Malik
Fingers
(2018) Trampoline
(2019)
Singles par Nicki Minaj
Dip
(2018) Good Form
(2018)
No Candle No Light est une chanson du chanteur britannique Zayn Malik en duo avec la rappeuse trinidadienne Nicki Minaj, sortie le 15 novembre 2018 sous le label RCA Records et apparaissant sur l'album Icarus Falls.

## Sortie
Le 14 novembre 2018, le chanteur britannique dévoile sur les réseaux sociaux une partie de la chanson avec en fond le label de la rappeuse Young Money Entertainment.

## Crédits
Crédits adapté du livret de l'album Icarus Falls: 
- Zayn Malik - chant, auteur
- Nicki Minaj - chant
- Tushar Apte - auteur, producteur, enregistrement
- Brittany "Chi" Coney - autrice
- Brian Lee - auteur, producteur, enregistrement
- Kathryn Osterberg - autrice
- Sawyr - auteur, producteur, enregistrement
- Denisia "Blu June" Andrews - autrice
- Aubry "Big Juice" Delaine - enregistrement
- Iván Jiménez - ingénieur assistant
- David Nakaji - ingénieur assistant
- Brian Judd - ingénieur assistant
- Nick Valentin - ingénieur assistant
- Jaycen Joshua - mixeur, enregistrement

## Classement
| Pays             | Position | Références |
| ---------------- | -------- | ---------- |
| Australie        | 95       | [ 1 ]      |
| Belgique         | 10       | [ 2 ]      |
| États-Unis       | 49       | [ 3 ]      |
| Nouvelle-Zélande | 6        | [ 4 ]      |